# 狐狸精

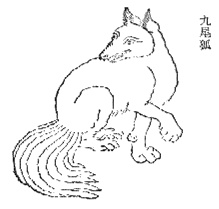
一幅在清朝重刊的《山海經》內的九尾狐畫像。

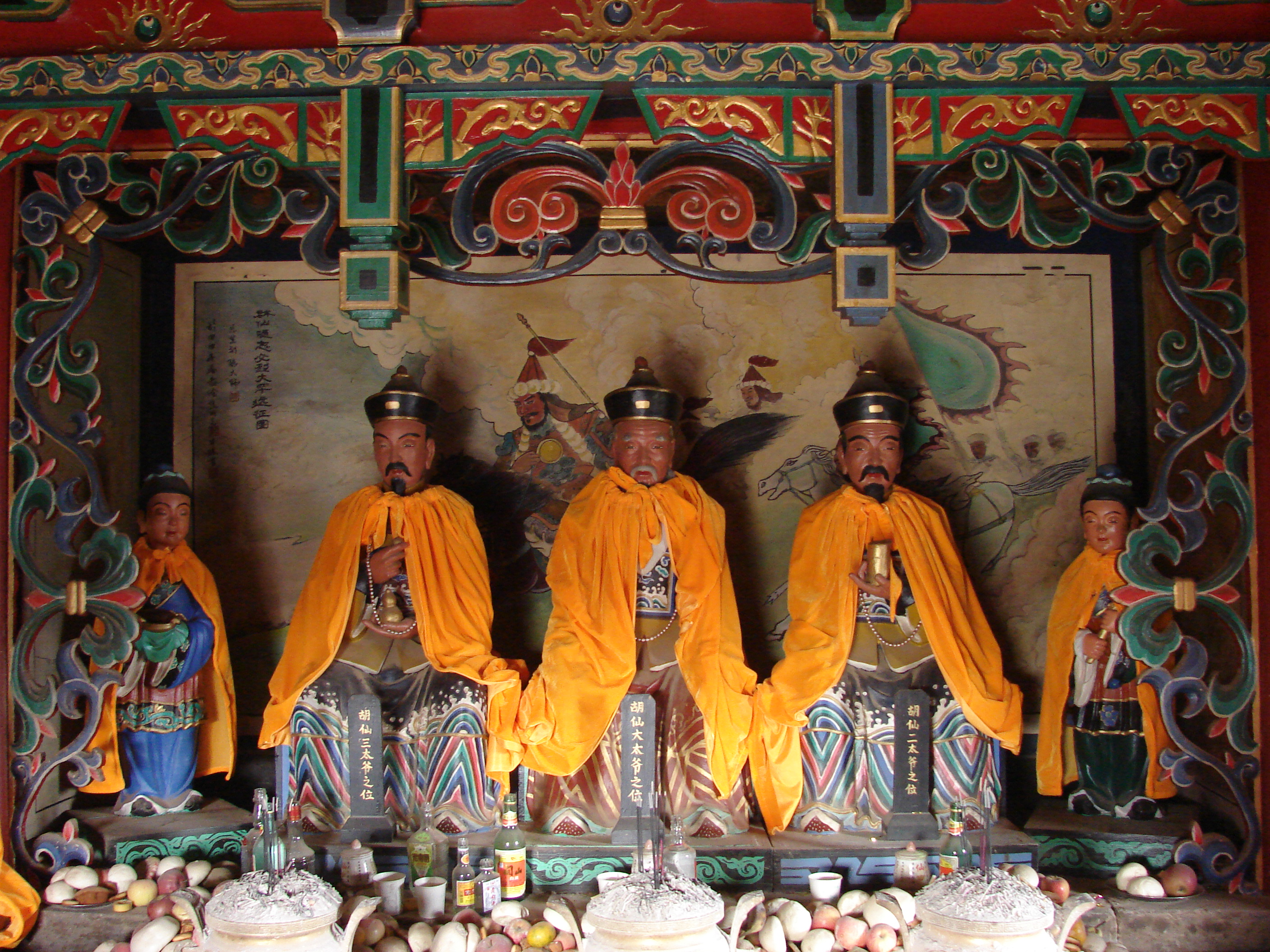
辽宁北镇鼓楼内供奉的狐仙像。

狐妖，也称狐仙或者狐狸精，是一種由狐狸修練成的精怪，狐狸精会有一些不同特殊能力，包括变身、隐身、飞天、吸收……等，一些源自道教法术。能变成人形师会有特别能力，没特别能力就会恢复本来动物原形。也叫妖狐，在中国狐狸精能变身成美女的传说亦传入日本。在中国神话里亦广为流传，传说狐妖修煉50年能变妇人，百年可变成美女，千年成仙。尾巴能储存灵气，灵气吸收够尾巴就会一分为二，分為三尾稱妖狐，六尾稱靈狐，如果分裂成九条尾巴就会有不死身，並稱狐仙。从春秋到汉代，狐本身是祥瑞兽，但到了唐代，狐转变成会魅惑人的狐妖。如白居易的《古冢狐》里将周幽王的妃子比作狐妖,到宋朝狐狸精象征坏女人。该文化也传入日本。在元明期间狐狸精附身妲己的故事流传,《封神演义》以此发挥。
其在東亞地區的普遍性跟歐洲大陸的小仙子傳說可相比擬。
目前在香港的民間宗教信仰中以及江浙地區對於狐仙依然保有高度崇敬；民間傳言狐仙愛吃雞蛋（在日本則是炸豆腐），因此常以雞蛋供奉之。

## 中國的狐精傳說

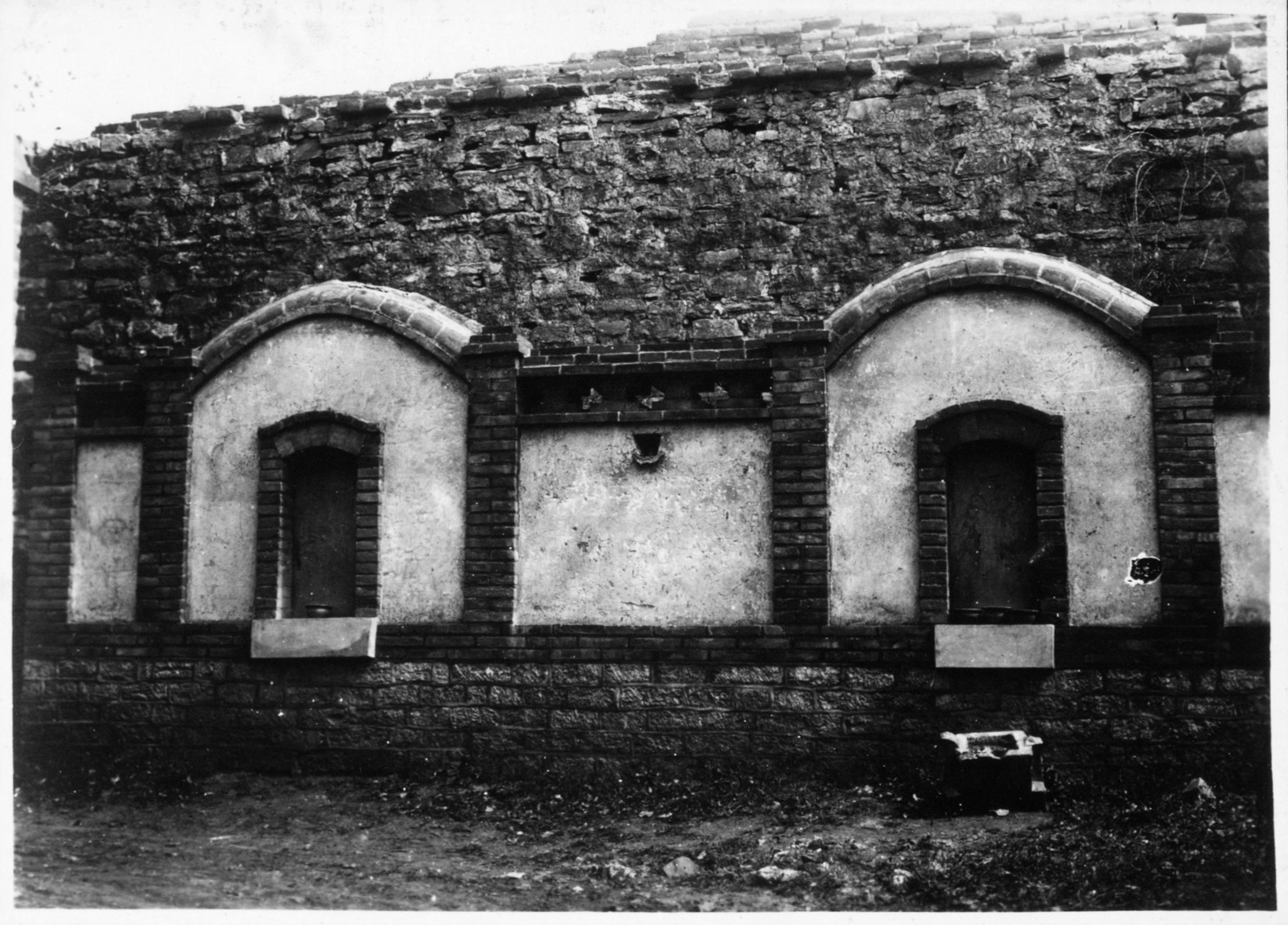
1930年代關東州金州的一个狐仙庙

在中国，最早关于狐精的记录，是西汉的《西京杂记》，里面记录白狐入梦的故事。唐代另有俗语“无狐魅，不成村。”
在中国神话中，狐狸透過修炼、高人指点或吸收日月精华或人氣，能夠化身成为人形，最終達至不死之身。《朝野佥载》说 ：“唐初以来，百姓多事狐”，当时有谚曰：“无狐魅，不成村。”一說狐狸要幻化成人形需要作法，《酉阳杂俎》记载：“旧说，野狐名紫狐，夜击尾火出，将为怪，必戴髑髅拜北斗，髑髅不坠，则化为人矣。”一说“狐口中媚珠，若能得之，当为天下所爱。”
狐妖多變為美女，以勾引壯丁或少女，《太平广记》卷第四百五十三中《张立本》一则記女子被狐狸魅惑之后的情状：“女即浓妆盛服，于闺中，如与人语笑。其去，即狂呼号泣不已。”。至於善良的妖狐，則出現在唐人传奇的《任氏传》中，狐精任氏守贞洁，持家有道，因此沈既济感叹：“异物之情也，有人道焉！遇暴不失节，徇人以至死，虽今妇人有不如者矣。”。《太平广记》卷第四百五十三《计真》中，计真的妻子死前告诉丈夫自己是狐狸，但計真依舊愛她至死不渝。以趙飛燕姊妹民間野史故事為基礎的明代艷情小說《昭陽趣史》，則以趙合德為松果山狐仙降世，名為悟真王。蒲松齡的小說《聊齋誌異》裡，作品中常敘述善良的狐仙與凡人相戀的故事。
在福建則狐仙信仰，在福州屏山鎮海樓裡，本是供奉“三仙姑”的祖廟道場，早期認為狐仙是看守官印的神明，所以在舊時有很多官衙的閣樓內都置辦有狐仙的神位，並且認為不供狐仙，會導致官印丟失。現如今境內很多供奉鎮海樓三仙姑的祠廟，均是從屏山鎮海樓祖廟分靈出來的。
與此同時，在中國北方也有狐仙信仰，以乞求狐仙保祐食物年年不斷。“五大仙”之一被民间百姓供奉。“五大仙”又叫“五大家”或“五显财神”，分别指：狐仙（狐狸）、黄仙（黄鼠狼）、白仙（刺猬）、柳仙（蛇）和灰仙（老鼠）。
民間也多有狐仙下馬的說法，即指七竅全開之人被狐仙附身後，可預測凶吉，除妖滅鬼。《北梦琐言·沧渚民》载：“（狐狸）或于村落鸣，则有不祥事”。《宣室志·李揆》記李揆见白狐在庭中捣练石上，當時被认为是吉兆，后來果然官至礼部侍郎。

### 九尾狐
神話中九尾狐每修行一百年，其尾巴會裂為兩半，成為兩條尾巴，故九尾狐被認為是狐狸修煉的最高境界。九尾狐传说最早出自《山海经》。
中國流傳商紂王的寵妃妲己是九尾狐的化身。日本流傳周幽王的寵妃褒姒是妲己死後九尾狐的另一个化身。
《酉陽雜俎》：「道術中有天狐別行法，言天狐九尾金色，役於日月宮，有符有醮日，可洞達陰陽。」

### 塗山氏
居於塗山（現在安徽蚌埠懷遠縣）的妖狐氏族，其中最有名的是大禹的妻子女嬌，夏朝第一代君主啟的母親。
《淮南子》記載：「禹治洪水，鑿轘轅開，謂與塗山氏曰：『欲餉，聞鼓聲乃去。』禹跳石，誤中鼓，塗山氏往，見禹化為熊，慚而去。至嵩山腳下化為石，禹曰：『歸我子！』石破北方而啟生。」

## 日本妖狐傳說

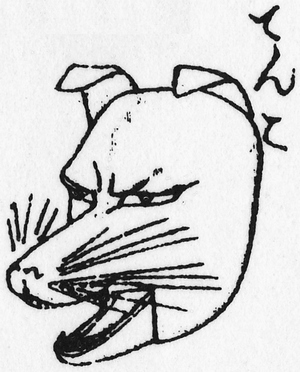
天狐面，葛飾北齋『北齋漫畫』

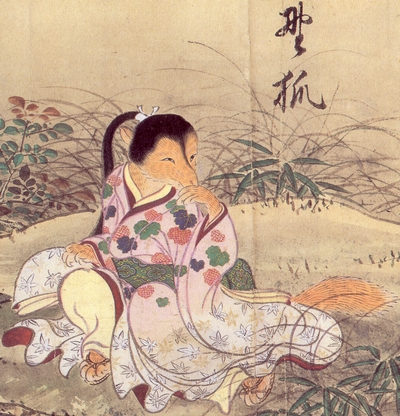
野狐，佐脇嵩之『百怪圖卷』

在日本有關狐狸（和其他動物）修練成精的傳說也很普及，在日本佛教觀念中甚至視為稻荷神或荼吉尼天的使者（印度荼吉尼天的坐騎原為胡狼，但日本並無胡狼而以狐狸取代）。另外在中國傳說不常見的貍貓，受到日本民間的重視甚至超過狐狸。有日本人認為祭拜的原因和牠們會吃掉破壞田產的田鼠和老鼠有關，這兩者在日本神道教中都被視為農業神祇稻荷神的使者。而相對於貍貓，狐狸至今還是有不少神社供奉。
在日本民間故事中，不管是狐狸還是貍貓，只要將葉子戴在自己頭上就可以任意改變形體。日本神話甚至對狐狸精做了明確的分類，如下所示：
- 仙狐：狐狸修煉有成後的總稱。
  - 天狐：達到天通境界且活了一千年以上的狐狸，能知千里外事，如同神一般的存在。《玄中记》、《酉陽雜俎》、《五雜組》有所記載。
  - 空狐：比氣狐強數倍且活了一千年以上的狐狸，若其活了三千年以上則稱為稻成空狐。
  - 氣狐：比野狐更進化的狐貍。有一說空狐、氣狐等階級高的狐貍與野狐不同，是沒有肉體的存在，近似於精靈。
- 善狐：善良狐狸精的總稱。
  - 赤狐：紅色的狐狸。神道教所屬。
  - 白狐：白色的狐狸。神道教和佛教所屬。傳說安倍晴明的母親是白狐的化身。稻荷神的眷屬大多是白狐。
  - 金狐：金色的狐狸，是太陽的象徵。佛教所屬。
  - 銀狐：銀色的狐狸，是月亮的象徵。佛教所屬。
  - 黑狐：黑色的狐狸。被視為北斗七星的化身。神道教所屬。
- 野狐：邪惡狐狸精的總稱，又稱地狐、中狐和宙狐。

### 白面金毛九尾狐
比較特殊的一種九尾狐，在日本傳說中特指一隻從印度發源並在中國作惡、最後到了日本化身為殺生石的妖狐。

### 白藏主
化身為寺廟住持的白狐。

### 葛葉
安倍晴明的母親，據說是白狐的化身。

### 狐火
在下雨放晴的日子裡，有時會看到狐狸嫁女兒的行列。在遠處的森林裡，一點一點的發光體移動著，稱為『狐火』，在黑澤明的電影『夢』中，有提到這一幕，這其實是一種類似聖艾爾摩之火(St. Elmo's fire)的尖端放電的物理現象。

## 現代事蹟
- 台灣南投據說有一間狐仙廟。供奉了三十幾位狐仙。事詳《奇聞》雜誌。[來源請求]
- 據說在1981年，當時的香港溫莎公爵大廈出現都市傳說，指大廈地下正門口牆上雲石出現狐仙圖案的花紋，使該商場被指有狐狸精[12]，成為香港媒體炒作數天的焦點，也吸引許多人到該商場捕捉「狐狸精」的踪影，最終商場換掉那塊貌似狐臉圖案、被指「有狐狸精附體」的雲石。

## 文學創作與流行文化
- 明朝作家吳承恩所著的《西遊記》中，牛魔王的情婦是一隻狐狸精（玉面狐狸）、比丘國亦有扮成王后的一隻狐狸精（白面狐狸）和白鹿精私通，故在現代社會中，「狐狸精」這個詞經常意指愛情的第三者，含有貶義成份。都市傳說中的碟仙、筆仙等，有時也被認為是低等動物靈狐妖或狸妖作怪。事詳《孔雀王》第五集。

## 流行文化的狐狸精
在許多日本流行文化中的動畫、漫畫、輕小說和電玩遊戲裡，也常出現法力高深或是具有多條尾巴的狐狸。在萌文化中，狐仙常被塑造成身穿巫女服，個性富有好奇心或較內向的獸人蘿莉。

## 延伸閱讀
- 康笑菲著，姚政志譯：《說狐》（杭州：浙江大學出版社，2011）。
- 韩瑞业：〈狐与青楼女子 （页面存档备份，存于）〉。
- 杜博思：〈神灵、教派、香头——地方文化中的宗教知识 （页面存档备份，存于）〉。

## 外部連結
- Fox Spirits in Asia （页面存档备份，存于） - "largest bibliography of fox-spirit material on the web."
- Gods of Japan page on the fox spirit（页面存档备份，存于）
- 修「狐媚大法」增星運 台灣藝人爭相裸拜